# Oedisiphum compositarum
Oedisiphum compositarum är en insektsart som beskrevs av Van der Goot 1917. Oedisiphum compositarum ingår i släktet Oedisiphum och familjen långrörsbladlöss. Inga underarter finns listade i Catalogue of Life.